# Arno-Charles Brun
Arno-Charles Brun, né Charles Auguste Brun le 15 juillet 1898 à Bandol et mort le 4 janvier 1982 dans le 16e arrondissement de Paris, est un scénariste, réalisateur et homme de radio français. Il a été un ami et un collaborateur de Marcel Pagnol.

## Biographie
Charles Auguste Brun naît en 1898 à Bandol, fils de Jean Baptiste Auguste Alexis Brun, vérificateur des douanes, et de Marie Joséphine Lorenzi, son épouse.
Employé à l'administration des douanes, il collabore, après la Première Guerre mondiale, à Fortunio, revue littéraire fondée à Marseille par le jeune Marcel Pagnol. Tous deux cosignent une pièce en vers, Ulysse chez les Phéaciens, jamais représentée.
Au début des années 1930, il quitte Marseille et son poste aux douanes pour s'installer à Paris. Il devient l'un des collaborateurs de Pagnol dans sa société de production, Les Auteurs Associés, où il dirige le département des scénarios. Il réalise en 1933 son unique film, Léopold le bien-aimé, produit par la société de Pagnol. En 1938, il se marie à Paris, avec pour témoin le journaliste Maurice Bourdet.
Arno-Charles Brun devient, en 1947, le directeur des programmes de variétés de la Radiodiffusion française.
En 1972, il scénarise par thèmes une série de six entretiens télévisés accordés par Marcel Pagnol à Pierre Tchernia, Morceaux choisis.
Il meurt en 1982 à Paris.

## Réalisateur
- 1933 : Léopold le bien-aimé

## Scénariste, adaptateur, dialoguiste

### Cinéma
- 1935 : Marseille de Jean Monti et Jean Margueritte (dialogues)
- 1938 : Les Pirates du rail de Christian-Jaque (dialogues)

### Télévision
- 1964-1968 : Les Duos célèbres - Le Miroir à trois faces, émissions de télévision d'Aimée Mortimer